# 大平泉
大平 泉（おおだいら いずみ、10月2日 - ）は日本の女性声優。神奈川県出身。フリー。星座てんびん座。
2002年までぷろだくしょんバオバブに所属していた。現在はフリー。

## 出演作品

### テレビアニメ
1998年
- ポポロクロイス物語（ドン）

1999年
- キョロちゃん（タクト）
- 装甲救助部隊レストル（ライナ）

2000年
- キョロちゃん（タクト雪だるま、オモチャ、戦士c、子供、客B、はんぺん、主婦B、ガイコツ人魚）
- アニメまんざい（ユウタ）

2002年
- アクエリアンエイジ Sign for Evolution（渋谷GAL、コウモリダークネス）

| スタブアイコン | サブスタブ | この項目は、まだ閲覧者の調べものの参照としては役立たない、声優（ナレーターを含む）に関連した書きかけの項目です。この項目を加筆・訂正などしてくださる協力者を求めています（P:アニメ/PJ:芸能人）。 |